# Лайтинен, Калеви
Калеви Йоханнес Лайтинен (фин. Kalevi Johannes Laitinen; 19 мая 1918 — 6 января 1997) — финский гимнаст, олимпийский чемпион.
Калеви Лайтинен родился в 1918 году в Котка. В 1948 году в составе финской команды стал чемпионом Олимпийских игр в Лондоне. В 1952 году в составе финской команды завоевал бронзовую медаль Олимпийских игр в Хельсинки.